# Блистинов, Михаил Михайлович
Михаил Михайлович Блистинов (19 октября 1909, Ивановка, Калужская губерния, Российская империя — 24 декабря 1982) — советский прозаик и сценарист, член Союза писателей СССР.

## Биография
Родился 19 октября 1909 года в деревне Ивановке Калужской губернии. Вскоре после этого его семья переехала в Белоруссию. В 1922 году поступил в Минский педагогический техникум и после его окончания несколько лет работал преподавателем в средней школе, затем работал в отделах народного просвещения и в редакциях республиканских газет. Учился несколько лет в Минском педагогическом институте имени М. Горького. С 1930 года начал свою литературную деятельность. В 1933 году переехал в Москву и поступил на сценарный факультет ВГИКа, который он окончил в 1938 году. Сразу же после этого начал работать в сценарных отделах киностудий Беларусьфильм и Мосфильм. В 1941 году в связи с началом ВОВ был мобилизован в армию в качестве журналиста армейских газет. Написал несколько сценариев для документальных и научно-популярных фильмов и один сценарий для художественного фильма («Строгая женщина», 1959), за который он получил премию третьей степени на Всесоюзном конкурсе в 1956 году.
Скончался 24 декабря 1982 года.